# Campionato italiano di Formula 3 1999
Il Campionato italiano di Formula 3 1999 è stato la trentacinquesima stagione della Formula 3 italiana. Iniziato il 28 marzo, è terminato il 24 ottobre 1999 dopo 18 appuntamenti in 10 weekend di gara.

## La stagione

### Calendario
Il calendario conta di 10 appuntamenti, con due gara della lunghezza di 80 km nei circuiti più lunghi e gara singola da 100 km nei tracciati più brevi.
| Gara | Gara | Evento                                                                   | Giri | Lunghezza                 | Data         |
| ---- | ---- | ------------------------------------------------------------------------ | ---- | ------------------------- | ------------ |
| #1   | G1   | XXV Gran Premio di Campidoglio Autodromo Pietro Taruffi, Vallelunga (Rm) | 25   | 25 x 3,222 km = 80,55 km  | 28 marzo     |
| #1   | G2   | XXV Gran Premio di Campidoglio Autodromo Pietro Taruffi, Vallelunga (Rm) | 25   | 25 x 3,222 km = 80,55 km  | 28 marzo     |
| #2   | G3   | Circuito del Mugello, Scarperia (Fi)                                     | 15   | 15 x 5,245 km = 78.68 km  | 11 aprile    |
| #2   | G4   | Circuito del Mugello, Scarperia (Fi)                                     | 15   | 15 x 5,245 km = 78.68 km  | 11 aprile    |
| #3   | G5   | Autodromo dell'Umbria "Mario Umberto Borzacchini", Magione (Pg)          | 31   | 31 x 2,507 km = 77,72 km  | 9 maggio     |
| #3   | G6   | Autodromo dell'Umbria "Mario Umberto Borzacchini", Magione (Pg)          | 31   | 31 x 5,245 km = 77,72 km  | 9 maggio     |
| #4   | G7   | Trofeo Parma Autodromo Riccardo Paletti, Varano (Pr)                     | 56   | 56 x 1,800 km = 100,80 km | 13 giugno    |
| #5   | G8   | XLVIII Gran Premio della Lotteria di Monza Autodromo nazionale di Monza  | 14   | 14 x 5,770 km = 80.78 km  | 27 giugno    |
| #5   | G9   | XLVIII Gran Premio della Lotteria di Monza Autodromo nazionale di Monza  | 14   | 14 x 5,770 km = 80.78 km  | 27 giugno    |
| #6   | G10  | Gran Premio di Enna-Pergusa Autodromo di Pergusa, Enna                   | 16   | 16 x 4,950 km = 79,20 km  | 18 luglio    |
| #6   | G11  | Gran Premio di Enna-Pergusa Autodromo di Pergusa, Enna                   | 16   | 16 x 4,950 km = 79,20 km  | 18 luglio    |
| #7   | G12  | Autodromo del Levante, Binetto (Ba)                                      | 16   | 16 x 4,085 km = 99,35 km  | 19 settembre |
| #8   | G13  | Misano World Circuit Marco Simoncelli, Misano (Rn)                       | 20   | 20 x 4,060 km = 81,20 km  | 3 ottobre    |
| #8   | G14  | Misano World Circuit Marco Simoncelli, Misano (Rn)                       | 20   | 20 x 4,060 km = 81,20 km  | 3 ottobre    |
| #9   | G15  | Autodromo dell'Umbria "Mario Umberto Borzacchini", Magione (Pg)          | 31   | 31 x 2,507 km = 77,72 km  | 17 ottobre   |
| #9   | G16  | Autodromo dell'Umbria "Mario Umberto Borzacchini", Magione (Pg)          | 31   | 31 x 2,507 km = 77,72 km  | 17 ottobre   |
| #10  | G17  | Autodromo Enzo e Dino Ferrari, Imola (Bo)                                | 16   | 16 x 4,933 km = 78,93 km  | 24 ottobre   |
| #10  | G18  | Autodromo Enzo e Dino Ferrari, Imola (Bo)                                | 16   | 16 x 4,933 km = 78,93 km  | 24 ottobre   |

## Piloti e team
| Team                  | Telaio       | Motore | N° | Pilota                 | Weekend di Gare |
| --------------------- | ------------ | ------ | -- | ---------------------- | --------------- |
| Prema Powerteam       | Dallara F399 | Opel   | 1  | Juan-Manuel Lopez      | Tutti           |
| Prema Powerteam       | Dallara F399 | Opel   | 2  | Peter Sundberg         | Tutti           |
| Prema Powerteam       | Dallara F399 | Opel   | 23 | Fulvio Cavicchi        | Tutti           |
| Team Ghinzani         | Dallara F399 | BMW    | 3  | Michele Spoldi         | Tutti           |
| Team Ghinzani         | Dallara F399 | Fiat   | 4  | Davide Uboldi          | Tutti           |
| Team Ghinzani         | Dallara F398 | FIAT   |    | Silvio Alberti         | 5,8             |
| Benetton Junior Team  | Dallara F399 | Opel   | 9  | Gianluca Calcagni      | Tutti           |
| Benetton Junior Team  | Dallara F399 | Opel   | 10 | Gabriele Varano        | 1, 3-10         |
| Ravarotto Racing Team | Dallara F399 | Fiat   |    | Enrico Toccacelo       | Tutti           |
| Target Racing         | Dallara F399 | Opel   |    | Stanislas d´Oultremont | Tutti           |
| Cevenini Junior Team  | Dallara F399 | Fiat   |    | Filippo Zadotti        | 1-6             |
| Italia (bandiera)     | Dallara F399 | Fiat   |    | Ettore Lagazio         | 5-6, 8-10       |
| Bellspeed             | Dallara F398 | Fiat   |    | Lorenzo del Gallo      | 8-10            |
| Italia (bandiera)     | Dallara F398 | Fiat   |    | Alberto Morelli        | 8, 9            |
| Italia (bandiera)     | Dallara F397 | Fiat   |    | Angelo Valentino       | 5               |
| G+M Motorsport        | Dallara F399 | Opel   |    | Robert Lechner         | 10              |
| G+M Motorsport        | Dallara F399 | Opel   |    | Tony Schmidt           | 10              |

| Gara | Gara | Circuito   | Vincitore         | Vettura             | Team                  | Tempo     | Velocità | Pole Position     | Gpv               |
| ---- | ---- | ---------- | ----------------- | ------------------- | --------------------- | --------- | -------- | ----------------- | ----------------- |
| 1    | G1   | Vallelunga | Juan Manuel López | Dallara F399 - Opel | Prema Powerteam       | 30'38"535 |          | Enrico Toccacelo  | Gianluca Calcagni |
| 1    | G2   | Vallelunga | Gianluca Calcagni | Dallara F399 - Opel | Benetton Junior Team  | 29'21"828 |          | Gianluca Calcagni | Juan Manuel López |
| 2    | G3   | Mugello    | Peter Sundberg    | Dallara F399 - Opel | Prema Powerteam       | 26'27"182 |          | Gianluca Calcagni | Peter Sundberg    |
| 2    | G4   | Mugello    | Enrico Toccacelo  | Dallara F399 - FIAT | Ravarotto Racing Team | 26'31"637 |          | Enrico Toccacelo  | Enrico Toccacelo  |
| 3    | G5   | Magione    | Enrico Toccacelo  | Dallara F399 - FIAT | Ravarotto Racing Team | 35'02"184 |          | Enrico Toccacelo  | Enrico Toccacelo  |
| 3    | G6   | Magione    | Gianluca Calcagni | Dallara F399 - Opel | Benetton Junior Team  | 35'29"245 |          | Enrico Toccacelo  | Michele Spoldi    |
| 4    | G7   | Varano     | Gianluca Calcagni | Dallara F399 - Opel | Benetton Junior Team  | 41'48"890 |          | Gianluca Calcagni | Enrico Toccacelo  |
| 5    | G8   | Monza      | Peter Sundberg    | Dallara F399 - Opel | Prema Powerteam       | 24'51"820 |          | Peter Sundberg    | Peter Sundberg    |
| 5    | G9   | Monza      | Peter Sundberg    | Dallara F399 - Opel | Prema Powerteam       | 24'57"251 |          | Peter Sundberg    | Gianluca Calcagni |
| 6    | G10  | Pergusa    | Peter Sundberg    | Dallara F399 - Opel | Prema Powerteam       | 26'31"363 |          | Peter Sundberg    | Gianluca Calcagni |
| 6    | G11  | Pergusa    | Gabriele Varano   | Dallara F399 - Opel | Benetton Junior Team  | 26'32"520 |          | Gabriele Varano   | Gianluca Calcagni |
| 7    | G12  | Binetto    | Gianluca Calcagni | Dallara F399 - Opel | Benetton Junior Team  | 46'44"687 |          | Gianluca Calcagni | Enrico Toccacelo  |
| 8    | G13  | Misano     | Michele Spoldi    | Dallara F399 - BMW  | Team Ghinzani         | 29'18"264 |          | Gianluca Calcagni | Michele Spoldi    |
| 8    | G14  | Misano     | Gianluca Calcagni | Dallara F399 - Opel | Benetton Junior Team  | 29'33"097 |          | Gianluca Calcagni | Michele Spoldi    |
| 9    | G15  | Magione    | Enrico Toccacelo  | Dallara F399 - FIAT | Ravarotto Racing Team | 35'01"574 |          | Enrico Toccacelo  | Enrico Toccacelo  |
| 9    | G16  | Magione    | Enrico Toccacelo  | Dallara F399 - FIAT | Ravarotto Racing Team | 33m05.842 |          | Gianluca Calcagni | Enrico Toccacelo  |
| 10   | G17  | Imola      | Michele Spoldi    | Dallara F399 - BMW  | Team Ghinzani         | 33'05"842 |          | Gianluca Calcagni | Tony Schmidt      |
| 10   | G18  | Imola      | Enrico Toccacelo  | Dallara F399 - FIAT | Ravarotto Racing Team | 31'00"476 |          | Robert Lechner    | Juan Manuel López |

| Sistema di punteggio | Sistema di punteggio | Sistema di punteggio | Sistema di punteggio | Sistema di punteggio | Sistema di punteggio | Sistema di punteggio | Sistema di punteggio | Sistema di punteggio | Sistema di punteggio | Sistema di punteggio | Sistema di punteggio | Sistema di punteggio |
|                      | 1°                   | 2°                   | 3°                   | 4°                   | 5°                   | 6°                   | 7°                   | 8°                   | 9°                   | 10°                  | PP                   | GPV                  |
| -------------------- | -------------------- | -------------------- | -------------------- | -------------------- | -------------------- | -------------------- | -------------------- | -------------------- | -------------------- | -------------------- | -------------------- | -------------------- |
|                      | 20                   | 15                   | 12                   | 10                   | 8                    | 5                    | 4                    | 3                    | 2                    | 1                    | 1                    | 1                    |

| 1                                 | Peter Sundberg         | 3   | 3   | 1   | 2   | 3   | 4   | 4   | 1   | 1   | 1   | 6   | 4   | 5   | 4   | 2   | 3   | 7   | Rit | 224   |
| 2                                 | Gianluca Calcagni      | 8   | 1   | 2   | 3   | 4   | 1   | 1   | Rit | Rit | 2   | Rit | 1   | 2   | 1   | 4   | 2   | 5   | Rit | 221   |
| 3                                 | Enrico Toccacelo       | 7   | Rit | 3   | 1   | 1   | 8   | 2   | 4   | 4   | 4   | 2   | 9   | 4   | Rit | 1   | 1   | Rit | 1   | 207   |
| 4                                 | Michele Spoldi         | 2   | 4   | 4   | 4   | 2   | 2   | 3   | 5   | Rit | 6   | 3   | 3   | 1   | 5   | Rit | 5   | 1   | 7   | 196   |
| 5                                 | Gabriele Varano        | 5   | 6   |     |     | Rit | 7   | 6   | 2   | 2   | 3   | 1   | 2   | 3   | 3   | 5   | Rit | 6   | 2   | 160   |
| 6                                 | Juan Manuel López      | 1   | 2   | 7   | 5   | 5   | Rit | 8   | Rit | 3   | 5   | Rit | 8   | Rit | 2   | 3   | 4   | 8   | 3   | 140   |
| 7                                 | Davide Uboldi          | 4   | 7   | 5   | 6   | 7   | 3   | 6   | 3   | Rit | 9   | 4   | 7   | 6   | Rit | Rit | 6   | 3   | 5   | 117   |
| 8                                 | Fulvio Cavicchi        | Rit | 8   | 9   | 8   |     |     | 7   | 6   | 5   | 10  | 7   | 5   | 8   | 8   | 6   | 8   | Rit | 4   | 68    |
| 9                                 | Stanislas d´Oultremont | 9   | 9   | 8   | 9   | 8   | 5   | 9   | 8   | 7   | 8   | Rit | 6   | 9   | 7   | 7   | 7   | 10  | 8   | 63    |
| 10                                | Filippo Zadotti        | 6   | 5   | 6   | 7   | 6   | 6   | 10  | 7   | 6   | 7   | 5   |     |     |     |     |     |     |     | 59    |
| 11                                | Tony Schmidt           |     |     |     |     |     |     |     |     |     |     |     |     |     |     |     |     | 2   | 6   | 22    |
| 12                                | Lorenzo del Gallo      |     |     |     |     |     |     |     |     |     |     |     |     | 7   | 6   | 8   | 9   | Rit | 9   | 12    |
| 13                                | Robert Lechner         |     |     |     |     |     |     |     |     |     |     |     |     |     |     |     |     | 4   | Rit | 11    |
| 14                                | Ettore Lagazio         |     |     |     |     |     |     |     | 9   | 9   | 11  | Rit |     | 10  | 10  | 10  | Rit | 9   | 10  | 9     |
| 15                                | Silvio Alberti         |     |     |     |     |     |     |     | 10  | 8   |     |     |     | 11  | 9   |     |     |     |     | 6     |
| 16                                | Angelo Valentino       |     |     |     |     |     |     |     | 11  | 10  |     |     |     |     |     |     |     |     |     | 1     |
| Piloti non eleggibili per i punti |                        |     |     |     |     |     |     |     |     |     |     |     |     |     |     |     |     |     |     |       |
|                                   | Alberto Morelli        |     |     |     |     |     |     |     |     |     |     |     |     | Rit | 11  | 9   | 10  |     |     | 0     |
| Pos                               | Pilota                 | VAL | VAL | MUG | MUG | MAG | MAG | VAR | MON | MON | PER | PER | BIN | MIS | MIS | MAG | MAG | IMO | IMO | Punti |

| Colore  | Risultato             |
| ------- | --------------------- |
| Oro     | Vincitore             |
| Argento | 2º posto              |
| Bronzo  | 3º posto              |
| Verde   | Finito a punti        |
| Blu     | Finito senza punti    |
| Viola   | Ritirato (Rit)        |
| Viola   | Non classificato (NC) |
| Rosso   | Non qualificato (NQ)  |
| Nero    | Squalificato (SQ)     |
| Bianco  | Non partito (NP)      |
| Bianco  | Non ha gareggiato     |
| Bianco  | Infortunato (INF)     |
| Bianco  | Escluso (ES)          |
| Bianco  | Gara cancellata (C)   |

| 1                                 | Peter Sundberg         | 3   | 3   | 1   | 2   | 3   | 4   | 4   | 1   | 1   | 1   | 6   | 4   | 5   | 4   | 2   | 3   | 7   | Rit | 224   |
| 2                                 | Gianluca Calcagni      | 8   | 1   | 2   | 3   | 4   | 1   | 1   | Rit | Rit | 2   | Rit | 1   | 2   | 1   | 4   | 2   | 5   | Rit | 221   |
| 3                                 | Enrico Toccacelo       | 7   | Rit | 3   | 1   | 1   | 8   | 2   | 4   | 4   | 4   | 2   | 9   | 4   | Rit | 1   | 1   | Rit | 1   | 207   |
| 4                                 | Michele Spoldi         | 2   | 4   | 4   | 4   | 2   | 2   | 3   | 5   | Rit | 6   | 3   | 3   | 1   | 5   | Rit | 5   | 1   | 7   | 196   |
| 5                                 | Gabriele Varano        | 5   | 6   |     |     | Rit | 7   | 6   | 2   | 2   | 3   | 1   | 2   | 3   | 3   | 5   | Rit | 6   | 2   | 160   |
| 6                                 | Juan Manuel López      | 1   | 2   | 7   | 5   | 5   | Rit | 8   | Rit | 3   | 5   | Rit | 8   | Rit | 2   | 3   | 4   | 8   | 3   | 140   |
| 7                                 | Davide Uboldi          | 4   | 7   | 5   | 6   | 7   | 3   | 6   | 3   | Rit | 9   | 4   | 7   | 6   | Rit | Rit | 6   | 3   | 5   | 117   |
| 8                                 | Fulvio Cavicchi        | Rit | 8   | 9   | 8   |     |     | 7   | 6   | 5   | 10  | 7   | 5   | 8   | 8   | 6   | 8   | Rit | 4   | 68    |
| 9                                 | Stanislas d´Oultremont | 9   | 9   | 8   | 9   | 8   | 5   | 9   | 8   | 7   | 8   | Rit | 6   | 9   | 7   | 7   | 7   | 10  | 8   | 63    |
| 10                                | Filippo Zadotti        | 6   | 5   | 6   | 7   | 6   | 6   | 10  | 7   | 6   | 7   | 5   |     |     |     |     |     |     |     | 59    |
| 11                                | Tony Schmidt           |     |     |     |     |     |     |     |     |     |     |     |     |     |     |     |     | 2   | 6   | 22    |
| 12                                | Lorenzo del Gallo      |     |     |     |     |     |     |     |     |     |     |     |     | 7   | 6   | 8   | 9   | Rit | 9   | 12    |
| 13                                | Robert Lechner         |     |     |     |     |     |     |     |     |     |     |     |     |     |     |     |     | 4   | Rit | 11    |
| 14                                | Ettore Lagazio         |     |     |     |     |     |     |     | 9   | 9   | 11  | Rit |     | 10  | 10  | 10  | Rit | 9   | 10  | 9     |
| 15                                | Silvio Alberti         |     |     |     |     |     |     |     | 10  | 8   |     |     |     | 11  | 9   |     |     |     |     | 6     |
| 16                                | Angelo Valentino       |     |     |     |     |     |     |     | 11  | 10  |     |     |     |     |     |     |     |     |     | 1     |
| Piloti non eleggibili per i punti |                        |     |     |     |     |     |     |     |     |     |     |     |     |     |     |     |     |     |     |       |
|                                   | Alberto Morelli        |     |     |     |     |     |     |     |     |     |     |     |     | Rit | 11  | 9   | 10  |     |     | 0     |
| Pos                               | Pilota                 | VAL | VAL | MUG | MUG | MAG | MAG | VAR | MON | MON | PER | PER | BIN | MIS | MIS | MAG | MAG | IMO | IMO | Punti |

| Colore  | Risultato             |
| ------- | --------------------- |
| Oro     | Vincitore             |
| Argento | 2º posto              |
| Bronzo  | 3º posto              |
| Verde   | Finito a punti        |
| Blu     | Finito senza punti    |
| Viola   | Ritirato (Rit)        |
| Viola   | Non classificato (NC) |
| Rosso   | Non qualificato (NQ)  |
| Nero    | Squalificato (SQ)     |
| Bianco  | Non partito (NP)      |
| Bianco  | Non ha gareggiato     |
| Bianco  | Infortunato (INF)     |
| Bianco  | Escluso (ES)          |
| Bianco  | Gara cancellata (C)   |

| Stagioni del Campionato italiano di Formula 3 | Stagioni del Campionato italiano di Formula 3 |
| --- | --------------------------------------------- |
| 1964 · 1965 · 1966 · 1967 · 1970 · 1971 · 1972 · 1973 · 1974 · 1975 · 1976 · 1977 · 1978 · 1979 · 1980 · 1981 · 1982 · 1983 · 1984 · 1985 · 1986 · 1987 · 1988 · 1989 · 1990 · 1991 · 1992 · 1993 · 1994 · 1995 · 1996 · 1997 · 1998 · 1999 · 2000 · 2001 · 2002 · 2003 · 2004 · 2005 · 2006 · 2007 · 2008 · 2009 · 2010 · 2011 · 2012 |                                               |